# Ꚑ
Ꚑ (minuskule ꚑ) je již běžně nepoužívané písmeno cyrilice. V minulosti bylo používáno v abcházštině. Jedná se o variantu písmena Т.
Ꚑ se používá v abchazském jazyce, kde představuje neznělé alveolo-palatal affricate / t͡ɕʼʷ /. Je to písmeno cyrilice odpovídající Ҵә.